# Vrahovice
Vrahovice er en tjekkisk landsby i regionen Olomouc. Vrahovice ligger nær ved Prostějov, der er den administrative hovedby i distriktet Okres Prostějov. Vrahovice har 3.372(2021) indbyggere.
I Vrahovice ligger Arboretum Vrahovice, en lille forstbotanisk have (arboret), etableret i 2010.